# Campeonato Mundial de Atletismo em Pista Coberta de 2024 - 1500 m feminino
A prova dos 1500 metros feminino do Campeonato Mundial de Atletismo em Pista Coberta de 2024 ocorreu nos dias 1 e 3 de março na Arena Commonwealth, em Glasgow, no Reino Unido.

## Recordes
Antes desta competição, os recordes mundiais e do campeonato nesta prova eram os seguintes:
|                       | Nome         | Nacionalidade | Tempo     | Local    | Data                   |
| --------------------- | ------------ | ------------- | --------- | -------- | ---------------------- |
| Recorde mundial       | Gudaf Tsegay | Etiópia       | 3m 53s 09 | Liévin   | 9 de fevereiro de 2021 |
| Recorde do campeonato | Gudaf Tsegay | Etiópia       | 3m 57s 19 | Belgrado | 19 de março de 2022    |

## Medalhistas
| Ouro                 | Prata             | Bronze             |
| Freweyni Hailu (ETH) | Nikki Hiltz (USA) | Emily Mackay (USA) |

## Cronograma
Todos os horários são locais (UTC+0).
| Data       | Hora  | Evento  |
| ---------- | ----- | ------- |
| 1 de março | 19:05 | Bateria |
| 3 de março | 21:45 | Final   |

## Resultados

### Bateria
Qualificação: 3 atletas de cada bateria (Q).
| Posição | Bateria | Atleta                  | Nacionalidade  | Tempo   | Notas                |
| ------- | ------- | ----------------------- | -------------- | ------- | -------------------- |
| 1       | 2       | Nikki Hiltz             | Estados Unidos | 4:04.34 | Q                    |
| 2       | 2       | Georgia Bell            | Grã-Bretanha   | 4:04.39 | Q                    |
| 3       | 2       | Maia Ramsden            | Nova Zelândia  | 4:06.51 | Q,                   |
| 4       | 3       | Diribe Welteji          | Etiópia        | 4:07.17 | Q                    |
| 5       | 3       | Salomé Afonso           | Portugal       | 4:07.55 | Q                    |
| 6       | 3       | Emily Mackay            | Estados Unidos | 4:08.04 | Q                    |
| 7       | 2       | Linden Hall             | Austrália      | 4:09.83 | Recorde da temporada |
| 8       | 2       | Elise Vanderelst        | Bélgica        | 4:10.15 |                      |
| 9       | 2       | Weronika Lizakowska     | Polónia        | 4:10.50 |                      |
| 10      | 4       | Agathe Guillemot        | França         | 4:11.46 | Q                    |
| 11      | 4       | Birke Haylom            | Etiópia        | 4:11.54 | Q                    |
| 12      | 4       | Lucia Stafford          | Canadá         | 4:11.56 | Q                    |
| 13      | 3       | Marta Pérez             | Espanha        | 4:12.27 |                      |
| 14      | 1       | Freweyni Hailu          | Etiópia        | 4:12.38 | Q                    |
| 15      | 1       | Revee Walcott-Nolan     | Grã-Bretanha   | 4:13.06 | Q                    |
| 16      | 3       | Simone Plourde          | Canadá         | 4:13.40 |                      |
| 17      | 1       | Esther Guerrero         | Espanha        | 4:14.23 | Q                    |
| 18      | 3       | Joceline Wind           | Suíça          | 4:15.29 |                      |
| 19      | 1       | Vera Hoffmann           | Luxemburgo     | 4:15.52 | Recorde da temporada |
| 20      | 4       | Martyna Galant          | Polónia        | 4:15.57 |                      |
| 21      | 1       | Yolanda Ngarambe        | Suécia         | 4:15.77 |                      |
| 22      | 1       | Sofia Thøgersen         | Dinamarca      | 4:16.06 |                      |
| 23      | 3       | Fedra Aldana Luna       | Argentina      | 4:17.14 | Recorde da temporada |
| 24      | 1       | María Pía Fernández     | Uruguai        | 4:17.77 | Recorde nacional     |
| 25      | 4       | Lenuta Petronela Simiuc | Roménia        | 4:18.52 |                      |
| 26      | 4       | Sarah Healy             | Irlanda        | 4:18.86 |                      |
| 27      | 4       | Giulia Aprile           | Itália         | 4:20.21 |                      |
| 99      | 2       | Claudia Mihaela Bobocea | Roménia        | DNF     |                      |

### Final
A final ocorreu dia 3 de março às 21:45.
| Posição           | Atleta              | Nacionalidade  | Tempo   | Notas           |
| ----------------- | ------------------- | -------------- | ------- | --------------- |
| Medalha de ouro   | Freweyni Hailu      | Etiópia        | 4:01.46 |                 |
| Medalha de prata  | Nikki Hiltz         | Estados Unidos | 4:02.32 | Recorde pessoal |
| Medalha de bronze | Emily Mackay        | Estados Unidos | 4:02.69 | Recorde pessoal |
| 4                 | Georgia Bell        | Grã-Bretanha   | 4:03.47 |                 |
| 5                 | Diribe Welteji      | Etiópia        | 4:03.82 |                 |
| 6                 | Revee Walcott-Nolan | Grã-Bretanha   | 4:04.60 |                 |
| 7                 | Agathe Guillemot    | França         | 4:04.94 |                 |
| 8                 | Salomé Afonso       | Portugal       | 4:06.18 | Recorde pessoal |
| 9                 | Birke Haylom        | Etiópia        | 4:06.27 |                 |
| 10                | Maia Ramsden        | Nova Zelândia  | 4:06.88 |                 |
| 11                | Lucia Stafford      | Canadá         | 4:08.90 |                 |
| 12                | Esther Guerrero     | Espanha        | 4:12.33 |                 |

Legenda
| Recorde mundial       | Recorde mundial (World record)               |                       | Recorde africano                      | Recorde africano (African) |                                           | Q | Classificado por posição (Qualified) |
| Recorde do campeonato | Recorde do campeonato (Championship record)  | Recorde da América    | Recorde da América (Americas)         | q                          | Classificado por melhor tempo (Qualified) |   |                                      |
| Melhor marca do ano   | Melhor marca do ano (World leading)          | Recorde asiático      | Recorde asiático (Asian)              | DNS                        | Não largou (Did not start)                |   |                                      |
| Recorde nacional      | Recorde nacional (National record)           | Recorde europeu       | Recorde europeu (European)            | DNF                        | Não terminou (Did not finish)             |   |                                      |
| Recorde pessoal       | Recorde pessoal do atleta (Personal best)    | Recorde da Oceania    | Recorde da Oceania (Oceania)          | DSQ / DQ                   | Desclassificado (Disqualified)            |   |                                      |
| Recorde da temporada  | Recorde da temporada do atleta (Season best) | Recorde sul-americano | Recorde sul-americano (South America) | NM                         | Sem marca (No mark)                       |   |                                      |